# 許安進
許安進（1956年—），彰化縣福興鄉人，早年出身演藝圈，後為台灣著名影視大亨，曾任臺灣區唱片工業同業公會理事長、中華民國馬術協會理事長、特許國際多媒體董事長，現任漢諾威馬術俱樂部總裁、中華民國跆拳道協會理事長、人民聲音廣播黨榮譽主席。

## 生平
彰化縣福興鄉人，國小時父親過世，跟著母親種菜賣菜，小學畢業不久就離家闖天下，早年出身雲林黑道，後加入板橋後埔幫，與萬國幫亦有密切關係，有傷害、恐嚇、詐欺、偽造文書等前科，後來經營錄影帶公司、唱片公司、與有線電視頻道，成為台灣著名影藝大亨。

## 婚姻
許安進的妻子金瑞瑤，原為偶像歌手，婚後兩人育有一子。

## 事業與關切領域
- 經營錄影帶租售事業：曾擔任協和影視董事長，在影視界具有相當大的影響力，因此奠定他成為影藝大亨的基礎[8]。
- 經營有線電視頻道：許安進創立超級電視台，擔任董事長，1995年9月16日試播[9]；1995年10月10日開播，不過許安進次年即撤資，並辭去董事長之職[10]。
- 成立唱片與經紀公司：許安進跟金瑞瑤合開金點唱片、俠客唱片、特許國際多媒體，經營過的知名歌手包括L.A. Boyz、方季惟、陶喆、孫耀威、楊宗緯。許安進也曾經營名冠唱片，經營過的知名歌手包括謝雷、蔡小虎。2017年，許安進跨足網路紅人培訓，投資成立「網紅製造直播演藝培訓公司」。

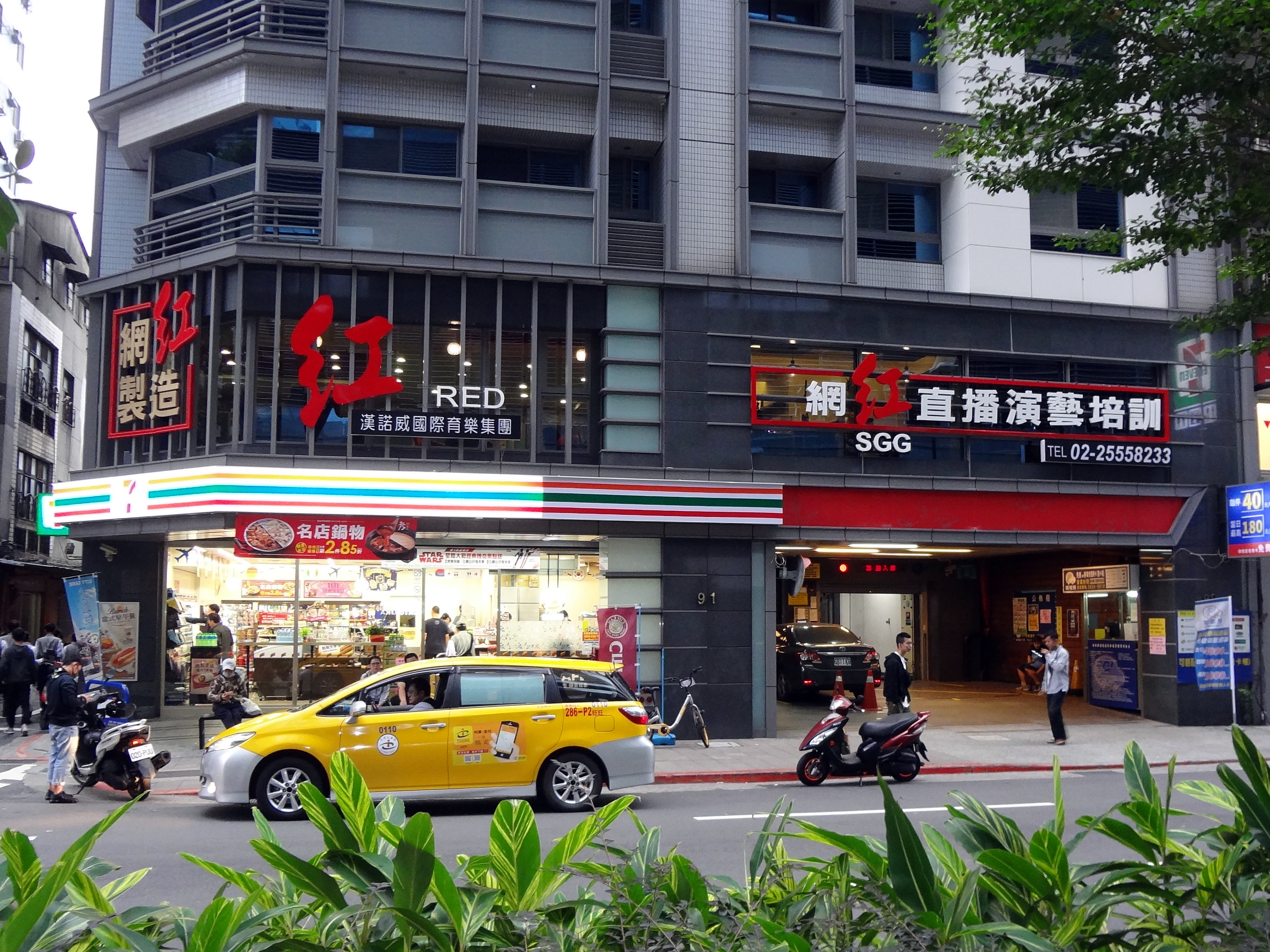
網紅製造直播演藝培訓公司

- 推展馬術運動：許安進因熱愛騎馬，創辦漢諾威馬術俱樂部[11]，並且連任多屆中華民國馬術協會理事長。
- 推展健美健身運動：2018年許安進當選中華民國健美健身協會理事長，2020年將[健美]推進政府全國性賽會全民運動會，2022年帶領中華台北健美國家代表隊國手劉明毅，贏得IFBB國際健美總會舉辦的世界錦標賽男子形體冠軍，也是協會民國74年成立至今第一面世錦賽冠軍獎牌，2024年成功爭取2025年IFBB環球先生國際健美錦標賽來臺舉辦，距離IFBB國際健美總會上回來台已經相隔16年(2009高雄世界運動會)。
- 推動反盜錄：許安進擔任唱片公會理事長時，聯合業者推動反盜錄運動，希望藉此徹底杜絕錄影帶跟唱片盜版的侵權行為[12]。
- 推動地下電台合法化：許安進聯合多家地下電台業者，呼籲政府釋出部分頻道，給地下電台生存空間[13]。

## 爭議事件
- 1983年7月7日，為了賭債糾紛，建築商人胡圳榕唆使許安進、張智雄、跟鄧啟意等三名板橋後埔幫分子，綁架服裝商人李朋環之後痛毆一頓，之後李朋環為了報復，也找人反過來綁架胡圳榕[7]。
- 1991年5月27日，許安進遭治安單位提報為流氓，潛逃香港[5]。
- 2002年10月24日，壹週刊報導，許安進涉嫌販售摻有威而鋼成份的違法壯陽藥「勁哥」[14]。
- 2003年10月6日，許安進因為偽造文書向銀行詐貸六億元，遭法院判刑三年[15][16]，服刑兩年之後假釋出獄[17]。
- 2007年7月22日，許安進與歌手楊宗緯發生合約糾紛，楊宗緯的姐姐指控許安進手上的合約，是黑道設局簽下來的[18]，黑幫「中聯幫」老大「空董」張忠信為圖抽成牟利[19]，協助許安進簽下爆紅新人楊宗緯，他對外冒稱自己是楊宗緯的乾爹[20][21]，誆稱是楊宗緯託他介紹給許安進簽約[22]。空董因為恐嚇楊宗緯，且涉及多起暴力討債案件而遭到警方調查[6][23]，之後在警方的掃黑行動中，空董與其幫眾共19人遭到逮捕[24]。
- 2007年10月16日，成豐集團涉嫌吸金至少22億元，包括總裁王益洲在內的幾十人都被檢方起訴[25]，擔任成豐電視台董事長的許安進亦宣布辭職[26]。
- 2008年3月31日，許安進與揚聲公司發生財務糾紛，揚聲公司是錢櫃與好樂迪的關係企業，法院判決許安進應該償還揚聲2250萬元[27]，但許安進拒不還錢，錢櫃與好樂迪於是封殺許安進旗下唯一的歌手楊宗緯，不讓楊宗緯的第一張專輯《鴿子》在KTV上架，只到後來2018年底，滾石唱片收購《鴿子》的所有版權後，才改善很多。[28]。
- 2008年5月14日，許安進所投資的華威開發公司涉嫌詐欺，吸金三億元，遭警方移送法辦[29][30]。
- 2008年7月31日，警方調查發現，許安進涉嫌委託黑道牛埔幫以暴力逼迫釘子戶搬遷[31][32]。
- 2011年5月28日，歌手孫耀威透露，許安進之前當他經紀人的時候，瘋狂壓榨他，最高紀錄一年出七張專輯[33]，甚至後來經紀約早已屆滿數月之後，許安進也還是繼續強迫他在國外進行表演工作，不讓他有喘息的機會，導致他後來受不了而逃回香港[34]。
- 2011年8月1日，前中華民國跆拳道協會理事長陳建平受訪時指出，新任理事長許安進脅迫跆拳道選手楊淑君撤回告訴，放棄為2010亞運失格案向國際運動仲裁庭爭取清白的機會[35][36]。許安進否認此事，並對陳建平提出誹謗告訴。[37]
- 2018年3月3日，全國健美協會3月3日改選理監事時，候選人許安進落選，氣得在投票所外飆罵全國體育總會會長張朝國，由於隨後教育部體育署要求健美協會重新改選，結果許安進順利翻盤當選，這種巧合引發質疑是高層介入、黑箱作業。[38]
- 2018年5月8日，107年度育達廣亞杯大專健美邀請賽爭議，許陣營為了封殺不支持他的大多數國家級裁判群，因此要求主導此次比賽的裁判聘任，為了滿足自己打壓異己的私慾，以校方聘請之裁判並未持續進修最新裁判法規為由，提出了協會強制安排的裁判名單，但此舉遭到校方拒絕。被拒絕後許陣營再度惱羞成怒，表示若要使用他們認為有問題的裁判群，將要把選手禁賽，裁判禁判，國際裁判資格取消。於5月8日晚上發出公告，威脅將可能封殺於5月12日廣亞盃各量級前3名選手，造成健美圈的反彈，並受到許多人及媒體的關注，於隔日5月9日早上將公告刪除。[39][40]
- 2018年5月9日，傍晚協會用秘書長林宸田的名義發表了一則聲明，表示參加此次比賽的選手以及教練權益不會受損，但此篇聲明並無協會印信，也沒有理事長背書。

## 外部連結
- 漢諾威馬術俱樂部 （页面存档备份，存于）
- 漢諾威國際育樂股份有限公司 - 台灣公司資料 （页面存档备份，存于）
- 漢諾威馬術俱樂部 HANNOVER EQUESTRIAN CLUB的Facebook專頁